# De snor in de nor
De snor in de nor is het 120ste album van de stripreeks F.C. De Kampioenen, de strip is getekend door Hec Leemans, met medewerking van Tom Bouden en François Corteggiani. De strip is uitgegeven op 3 augustus 2022 door Standaard Uitgeverij.

## Hoofdpersonages
- Balthasar Boma
- Maurice de Praetere
- Marc Vertongen
- Pol De Tremmerie
- Xavier Waterslaeghers
- Bieke Crucke
- Paulien Vertongen
- Doortje Van Hoeck
- Carmen Waterslaeghers
- Pascale De Backer
- Dimitri De Tremmerie (DDT)
- Commissaris Dragonder
- Inspecteur Porei
- Fernand Costermans

## Nevenpersonages
- Burgemeester Freddy Van Overloop
- Silly Wanker
- Kiliaan De Toulouse
- Polpastchok
- Dokter Guru
- Arthur Paternoster
- Babe
- Olivier
- Jack Daniël
- Tonino
- Don Padre Padrone
- Igor Strawinsky
- Teddy
- Freddy